# داريا جوراك
داريا جوراك (بالكرواتية: Darija Jurak)‏ مواليد 5 أبريل 1984 في زغرب، جمهورية كرواتيا الاشتراكية، جمهورية يوغوسلافيا الاشتراكية الاتحادية، هي لاعبة كرة مضرب كرواتية بدأت مسيرتها كمحترفة سنة 2000. أعلى تصنيف لها في الفردي كان المركز الـ 188 في سنة 2004.

## النهائيات

### الزوجي: 8 (الألقاب 2, الوصافة 6)
| الحصيلة | الرقم | التاريخ        | الدورة                                    | الأرضية | الشريك            | المنافس                             | النتيجة               |
| ------- | ----- | -------------- | ----------------------------------------- | ------- | ----------------- | ----------------------------------- | --------------------- |
| الوصافة | 1.    | 14 يوليو 2012  | باليرمو الدولية للسيدات، إيطاليا          | ترابية  | كاتالين ماروسي    | ريناتا فوراكوفا باربورا ستريكوفا    | 6–7(5–7), 4–6         |
| الوصافة | 2.    | 4 مايو 2013    | البرتغال المفتوحة، البرتغال               | ترابية  | كاتالين ماروسي    | تشان هاو تشينغ كريستينا ملادينوفيتش | 6–7(3–7), 2–6         |
| الوصافة | 3.    | 29 يوليو 2013  | بانك أوف ذا ويست كلاسيك، الولايات المتحدة | صلبة    | جوليا جورجيس      | راكيل كوبس جونز أبيغيل سبيرز        | 2–6, 6–7(4–7)         |
| الفوز   | 1.    | 6 أبريل 2014   | مونتيري المفتوحة، المكسيك                 | صلبة    | ميغان مولتون ليفي | تيميا بابوش أولجا جوفورتسوفا        | 7–6(7–5), 3–6, [11–9] |
| الوصافة | 4.    | 12 أبريل 2015  | بطولة تشارلستون، الولايات المتحدة         | ترابية  | كاسي ديلاكوا      | مارتينا هينجيز سانيا ميرزا          | 0–6, 4–6              |
| الوصافة | 5.    | 7 سبتمبر 2015  | داليان المفتوحة للتنس ، الصين             | صلبة    | تشان تشين وي      | تشانغ كيلين تشينغ سيساي             | 3–6, 4–6              |
| الوصافة | 6.    | 18 أكتوبر 2015 | تيانجين المفتوحة، الصين                   | صلبة    | نيكول ميليتشار    | شو يفيان تشينغ سيساي                | 2–6, 6–3, [8–10]      |
| الفوز   | 2.    | 20 فبراير 2016 | بطولة دبي للتنس، الإمارات العربية المتحدة | صلبة    | شوانغ شيا جونغ    | كارولين غارسيا كريستينا ملادينوفيتش | 6–4, 6–4              |

## روابط خارجية
- داريا جوراك على موقع رابطة محترفات التنس (الإنجليزية)
- داريا جوراك على موقع الاتحاد الدولي لكرة المضرب (الإنجليزية)
- داريا جوراك على موقع كأس بيلي جين كينغ (الإنجليزية)
- داريا جوراك على موقع خلاصة التنس.كوم (الإنجليزية)
- داريا جوراك على موقع إي إس بي إن.كوم (الإنجليزية)
- داريا جوراك على موقع اللجنة الأولمبية الدولية (الإنجليزية)
- داريا جوراك على موقع أوليمبيديا (الإنجليزية)